# Emmanuele Baldini
Emmanuele Baldini (Trieste, 29 dicembre 1971) è un violinista e direttore d'orchestra italiano.

## Biografia
Ha studiato violino sotto la guida di Bruno Polli presso il Conservatorio Giuseppe Tartini di Trieste e in seguito al Conservatorio Superiore di Ginevra con Corrado Romano.
Ha proseguito i suoi studi perfezionandosi con Ruggiero Ricci al Mozarteum di Salisburgo e, successivamente, ha studiato direzione d'orchestra con Isaac Karabtchevsky e Frank Shipway.
Vincitore di diversi concorsi internazionali (tra i quali il Forum Junger Kunstler a Vienna), ha vinto il "Premier Prix de Virtuosité" con una menzione speciale a Ginevra e il 3º premio al Concorso Lipizer di Gorizia.
Ha suonato da solista in Italia e nelle principali sale da concerto europee: Vienna (Konzerthaus), Linz (Brucknersaal), Ginevra (Victoria Hall), Monaco (Gasteig), Berlino, Colonia, Francoforte, Salisburgo, Lubiana, Bruxelles (Big Concert Hall del Conservatorio Reale), Budapest (Franz Liszt Academy), Lussemburgo, Parigi e Copenaghen oltre a presentarsi come solista e in recital in tutto il mondo: Giappone, Australia, USA e specialmente Brasile, dove ha fissato la sua residenza dal 2005.
Ha interpretato i principali concerti del repertorio violinistico accompagnato da orchestre quali: Wiener Kammerorchester, Rundfunk Sinfonieorchester Berlin, Orchestra della Svizzera Romanda, Orquestra Sinfonica do Estado de São Paulo, Flanders Youth Philharmonic Orchestra, Orchestra di Stato della Moldavia, Orchestra del Teatro "G. Verdi" di Trieste, Orchestra da Camera di Mantova collaborando con Claudio Abbado, Riccardo Muti, Daniele Gatti, Aldo Ciccolini, Franco Gulli, Franco Rossi.
Le sue attività musicali recenti includono la collaborazione con artisti quali Maria João Pires, Jean-Philippe Collard, Antonio Meneses, Fábio Zanon, Caio Pagano, Jean-Efflam Bavouzet, Ricardo Castro, Nicholas Angelich, Lilya Zilberstein.
Baldini è stato primo violino dell'Orchestra del Teatro Comunale di Bologna, dell'Orchestra del Teatro "G. Verdi" di Trieste, dell'Orquestra Sinfónica da Galicia, il concertino dell'Orchestra del Teatro alla Scala di Milano.
È il violino di spalla dell'Orquestra Sinfonica do Estado de São Paulo (OSESP).

## Discografia
- Carl Maria von Weber, Felix Mendelssohn-Bartholdy, Sonate per violino e pianoforte - Emmanuele Baldini/Lorenzo Baldini, 1996 AGORÀ MUSIC
- Albéric Magnard, César Franck, Sonates pour Violon et Piano - Emmanuele Baldini/Lorenzo Baldini, 1996 AGORÀ MUSIC
- Paolo Pessina, Chamber Works for Violin and Piano - Emmanuele Baldini/Roberto Turrin, 1996 EPIC MUSIC
- Luigi Gatti, Sei sonate per violino e viola - Emmanuele Baldini/Thomas Cavuoto, 1997 AGORÀ MUSIC
- Giovan Battista Viotti, Duetti - Emmanuele Baldini/Simona Cavuoto, 1997 AGORÀ MUSIC
- Giuseppe Tartini, Nicolò Paganini - Interpreti Veneziani/Emmanuele Baldini, 1996 IN.VE.NICE SOUND
- G.B. Viotti, Sonates pour Violon et Basse Op.IV - Emmanuele Baldini/Marco Decimo, 1999 AGORÀ MUSIC
- Giuseppe Martucci, Trio op. 59, Sonata op. 22, Tre pezzi op. 67, Melodia - Lorenzo Baldini/Emmanuele Baldini/Marco Ferri, 2000 AGORÀ MUSIC
- Locatelli, L'arte del violino - 24 Caprices for Violin - Emmanuele Baldini, 2012 NEWTON CLASSICS
- Meeting Brahms - Brahms Violin & Piano Sonatas - Emmanuele Baldini/Caio Pagano, 2012 SOUNDSET RECORDINGS
- Juliana D'Agostini + Emmanuele Baldini - Juliana D'Agostini/Emmanuele Baldini, 2013 LUA MUSIC
- Cage+ - Dana Radu/Emmanuele Baldini/Michele Agnes, 2014 SESC